# Punta Marani
La Punta Marani (3.108 m s.l.m. - Schwarzhorn in tedesco) è una montagna delle Alpi del Monte Leone e del San Gottardo nelle Alpi Lepontine.

## Descrizione
Si trova lungo la linea di confine tra l'Italia e la Svizzera, tra il Piemonte e il Canton Vallese. il passo Marani (3.051 m) la separa dalla vicina punta Gerla.